# Фолкленд
Фолкленд (или фолькленд; англосакс.: folcland; англ. folkland) — один из видов земельной собственности в англосаксонской Британии. Фолкленд представлял собой земли, остававшиеся в сфере действия обычного права, с которых уплачивалась продуктовая рента и другие повинности королю. В этом отношении фолкленд противостоял бокленду — землям, освобождённым от большинства государственных повинностей по специальной грамоте и переданных англосаксонским феодалам (гезитам, тэнам, церкви).
В исторических документах англосаксонского периода термин «фолкленд» встречается всего несколько раз и его значение не очевидно. Существовало несколько точек зрения на природу фолкленда. До XX века полагали, что фолкленд представлял собой земли всеобщего достояния, находившиеся в распоряжении нарождающегося государства. Сторонники этой теории переводили слово folc land как «народная земля». П.Г. Виноградов в конце XIX века показал, что фолкленд был формой коллективной земельной собственности общин, оставшейся в сфере действия обычного права, в отличие от бокленда, перешедшего в сферу статутного права путём издания королевской грамоты. Эта точка зрения, с известными оговорками, господствует и в настоящее время, хотя существуют и иные теории: так, например, А.Я. Гуревич считал фолкленд формой аллода. 
Фолкленд фактически представлял всю совокупность пахотных земель англосаксонских королевств, на которых сохранились традиционные формы землевладения и государственных повинностей. Именно с фолкленда король получал продуктовую ренту, важнейший источник обеспечения функционирования государственного аппарата. Земли фолкленда могли находиться во владении служилой знати, однако они продолжали нести государственные повинности. Фолкленд был также источником формирования бокленда, первого типа феодального держания в Англии.